# 兴马镇
兴马镇，原为兴马乡，是中华人民共和国四川省巴中市南江县下辖的一个乡镇级行政单位。2018年撤乡设镇。。区划代码改为511922125。

## 行政区划
兴马镇下辖以下地区：
兴马社区、瓦池社区、余家坪村、齐家湾村、棕园子村、川柏树村、唐家坪村、鲤鱼坝村、马驴寨村、红岩观村、鸡公咀村、饮马池村、罗岗村、木罗村、铜马村、庙坪村、熊山村和鱼池梁村。